# Rasbora taytayensis
Rasbora taytayensis – endemiczny gatunek słodkowodnej, niewielkiej (ok. 5 cm długości) ryby karpiokształtnej z rodzaju Rasbora, opisany po raz pierwszy w 1924 roku przez Amerykanina Alberta Williama Herre'a z  północnej części prowincji Palawan (region Taytay) na Filipinach.
Rasbora taytayensis żyje przy dnie, żywiąc się głównie zooplanktonem i bentosem.
Jego pozycja taksonomiczna jest niepewna. Syntypy (BSMP) uznano za zniszczone, nazwa taksonu została opublikowana bez właściwego opisu. W opinii taksonomów jest to prawdopodobnie synonim Rasbora semilineata.